# Rafael García Cortés
Rafael García Cortés (Madrid, 18 gennaio 1958) è un ex calciatore spagnolo, di ruolo difensore.

## Carriera
Con il Real Madrid vinse un campionato spagnolo nel 1979 ed una Coppa nazionale nel 1982, successo bissato poi durante il periodo al Saragozza (1986). Nel 1977 prese parte con la Nazionale spagnola al Mondiale Under-20.

## Palmarès

### Club

#### Competizioni nazionali
- Campionato spagnolo: 1

Real Madrid: 1978-1979
- Coppa di Spagna: 2

Real Madrid: 1981-1982
Saragozza: 1985-1986